# Ruisseau de Malagazagne
Le ruisseau de Malagazagne est une  rivière du sud-ouest de la France, affluent du Chapouillet sous-affluent de la Garonne par la Rimeize la Truyère et le Lot.

## Géographie
De 12,8 km de longueur, le ruisseau de Malagazagne prend sa source dans le département de la Lozère commune de Termes sous le nom de ruisseau des Lavagnes et se jette dans le Chapouillet en rive gauche sur la commune de Saint-Chély-d'Apcher.

## Départements et communes traversées
- Lozère : Termes, La Fage-Saint-Julien, Les Monts-Verts, Les Bessons, Saint-Chély-d'Apcher.

## Principaux affluents
- Ruisseau de Chabanettes : 2,8 km
- Ruisseau de Vigours : 2,9 km
- Ruisseau de la Fage : 6 km
- La Saigne : 6,4 km